# Ander Arraras
Ander Arraras Riva (* 23. Dezember 1998 in Donostia-San Sebastián) ist ein spanischer Eishockeyspieler, der seit 2012 beim CH Txuri Urdin unter Vertrag steht und mit dem Klub seit 2014 in der Superliga spielt.

## Karriere
Ander Arraras begann seine Karriere in seiner baskischen Geburtsstadt Donostia-San Sebastián beim CH Txuri Urdin. Nachdem er zunächst in Juniorenmannschaften des Klubs spielte, wird er seit 2014 in der Superliga eingesetzt. 2017 und 2018 gewann er mit seinem Klub die spanische Meisterschaft.

### International
Für Spanien nahm Arraras im Juniorenbereich an den U18-Weltmeisterschaften 2015 und 2016 sowie den U20-Weltmeisterschaften 2016, 2017 und 2018 jeweils in der Division II teil.
Sein Debüt in der Herren-Nationalmannschaft gab Arraras bei der Weltmeisterschaft 2018, als ihm mit seiner Mannschaft der Aufstieg von der B- in die A-Gruppe der Division II gelang.

## Erfolge und Auszeichnungen
- 2017 Spanischer Meister mit dem CH Txuri Urdin
- 2018 Spanischer Meister mit dem CH Txuri Urdin
- 2018 Aufstieg in die Division II, Gruppe A, bei der U20-Weltmeisterschaft der Division II, Gruppe B
- 2018 Aufstieg in die Division II, Gruppe A, bei der Weltmeisterschaft der Division II, Gruppe B